# Короташ Олег Ігорович
Короташ Олег Ігорович (8 березня 1976, м. Івано-Франківськ, Українська РСР) — український поет, філософ, громадський діяч. Командир найпершого добровольчого батальйону «Правого сектору» «Дніпро-2» (2014). Один із засновників Добровольчого Українського Корпусу (2014). Член Національної спілки письменників України (з 1997 р.). Автор поетичних книжок «Елегії острова Патмос», «Поет без імперії», «Бордель для військових» тощо. Кавалер ордену Святого Миколая Чудотворця (2007) Православної церкви України.
У довоєнному етапі творчості позиціонувався як метафізик і здійснював спробу вийти за рамки вузьконаціонального контексту української поезії. Творчість розвивалася під впливом англо-американської інтелектуальної лірики XX ст., зокрема поетів Вістена Г'ю Одена та Дерека Волкотта.. У ліриці пізнього періоду простежується конфлікт інтелектуальної ідентичності з філософією релігійного світу. Одна з найвідоміших цитат поета: «Війна — це оркестрова яма поезії».

## Життєпис
Народився в сім'ї студентів-медиків.
Навчався на факультеті міжнародних відносин Українського вільного Інституту Менеджменту і Бізнесу (м. Чернівці) та Інституті філософії Ягеллонського університету в м. Кракові (Республіка Польща).
Писати вірші почав під час навчання у школі, у віці чотирнадцяти років.
У травні 1997 року за рекомендацією одного з найяскравіших представників «Київської школи» — поета Віктора Кордуна прийнятий до Спілки письменників України. У 21 рік став наймолодшим в історії членом Національної спілки письменників України.
Працював коректором, репетитором з інформатики, інженером-програмістом. Вів авторську літературно-мистецьку програму «Центрифуга» на Івано-Франківському радіо-FM. У середині 2000-х — редактор відділу Новин та відділу Політичних розслідувань Всеукраїнської щоденної газети «Вечерние вести» у Києві.
З кінця 2008 р. — на творчій роботі (письменницька діяльність).
Після участі 1998-м роком у поетичній антології «Дев'ятдесятники», поета зараховують до генерації «дев'яностиків» — покоління українських письменників, які почали друкувати свої твори у 90-х роках минулого століття і тисячоліття.
Із 90-х років XX ст. близько приятелював з видатним живописцем та графіком, академіком Римської ІАММ Володимиром Владиславовичем Чернявським (1948—2010). Спілкування з художником мало значний вплив на формування молодого поета. Зокрема, саме Чернявський познайомив Короташа з творчістю Вістана Г'ю Одена, одного з найкрупніших англомовних поетів XX-го ст. У 2010 році Короташ присвячує В. Г. Одену книгу власного вибраного «Елегії острова Патмос».
Входив до редколегії Малої української енциклопедії актуальної літератури (МУЕАЛ), скандального видання, присвяченого сучасному літературному процесові.
Більше двадцяти років підтримує дружні стосунки з Івано-Франківським філософом та поетом Олегом Борисовичем Гуцуляком.
У 2010 році під час проживання у Харкові брав участь у виробництві багатосерійного фільму «Дау» — біографічній драмі, яка розповідає про життя фізика і Нобелівського лауреата Льва Ландау.
У рамках спільного літературно-музичного дуету проводить творчі вечори з відомим композитором та піаністом Романом Колядою. Концерти відбувалися у Києві, Львові, Харкові. Під час Революції Гідності в Україні дует відпрацював півторагодинний концерт у колонній залі КМДА.
27 січня 2017 року заснував «Клуб людей, про яких погано говорять».

## Громадська діяльність
Активний учасник акцій «Україна без Кучми», Помаранчевої Революції та Революції Гідності у Києві.
У 2009 році Короташ підписує відкрите звернення представників української творчої інтелігенції до міністра освіти та науки України Івана Вакарчука стосовно надання Донецькому національному університету імені Василя Стуса. А також публікує резонансну статтю «Донецька міліція „пресує“ студентів за любов до Василя Стуса».
На запрошення Народного депутата Олеся Донія влітку 2012 року О. Короташ увійшов до Всеукраїнського комітету захисту української мови — об'єднання («Список 300»). Поет декламує власну поезію під час акцій протесту під стінами ВРУ проти прийняття Закону «Про засади державної мовної політики». З 4 липня 2012 року бере участь у «Мовному Майдані» біля Українського Дому, де читає вірші у підтримку голодуючих активістів та перешкоджає силовому розгону з боку правоохоронців.
Наприкінці листопада 2012 року заборонив оприлюднювати відео-записи своїх віршів, відзняті за кошти фонду олігарха Ріната Ахметова для проекту відео-поезії «Римовані міста». Про це він повідомив у своїй заяві у соціальних мережах. «Мені соромно, що мої вірші звучатимуть тоді, коли підприємства Ахметова так отруїли повітря Донбасу, що мешканці м. Маріуполя вийшли на багатотисячний мітинг бо не мають чим дихати», — зазначив поет.
Ігор Бондар-Терещенко:
|  | Коли «один в полі воїн» виступає на захист свого власного слова – рідного, поетичного, культурного – згадується один-єдиний патріотичний вчинок івано-франківського поета Олега Короташа. Дізнавшись про те, що літературний проект «Римовані міста» (запис на відео виступів близько двохсот молодих поетів з 20-х міст України) створюється на кошти фонду Ріната Ахметова, він заборонив оприлюднювати відеозаписи своїх віршів. «Мої вірші ніколи не звучатимуть за гроші катів українського народу», – наголосив поет у своїй заяві, поширюваній у соціальних мережах. |

У власних інтерв'ю Короташ неодноразово критикував сепаратистські висловлювання ряду українських письменників, зокрема Юрія Андруховича та Василя Шкляра щодо від'єднання від України територій Донбасу і Криму.
18-19 лютого 2014 року впродовж доби брав участь у сутичках на вул. Інститутській, вул. Шовковичній та Майдані Незалежності.
З початком Російської збройної агресії проти України зголошується добровольцем. У квітні-травні 2014 року Олег Короташ командує диверсійно-розвідувальним батальйоном «Дніпро-2» (позивний «Мольфар»).
У червні 2014 року Короташ бере участь у нараді командирів «Правого Сектору» на якій було прийнято рішення про необхідність мобілізації резервних добровольчих батальйонів і створення на базі батальйону «Дніпро-2» нової структури — Добровольчий Український Корпус (ДУК). Короташ обіймає посаду заступника командира ДУК з тилового забезпечення.
Наприкінці липня 2014 року Короташ привозить на базу ДУК ветеранів-інструкторів з Великої Британії, Північної Ірландії та США, які спільно з Уляною та Марком Супрун та парамедиками «Захисту патріотів» залишаються жити на базі і проводять двотижневий вишкіл з польової медицини для бійців-добровольців та новостворюваного батальйону «Госпітальєри».
У липні 2014 року Короташ написав офіційного листа Прем'єр-міністру України Арсенію Яценюку з проханням закупити для Збройних Сил України партію медичних аптечок НАТівського взірця і підтримати на державному рівні ініціативу Уляни Супрун, яка навчає та надає військовим знання з першої медичної допомоги на полі бою.
13 вересня 2014 року на передвиборчому з'їзді партії «Правий сектор» обраний кандидатом у Народні депутати на позачергових виборах до Верховної Ради України. Також Короташа обрано до складу Контрольно-ревізійної комісії партії «Правий Сектор».
12 березня 2015 року наказом Дмитра Яроша Олег Короташ призначений керівником Департаменту матеріально-технічного забезпечення Військово-політичного руху «Правий сектор».
Наприкінці липня 2015 року, після резонансних подій у місті Мукачево, виходить з партії «Правий сектор», про що повідомляє Дмитра Яроша приватним листом. Також робить публічну заяву у соцмережах про складання з себе повноважень керівника Департаменту забезпечення ВПР ПС і про те, що повертається до поетичної творчості.

## Поетична творчість
1997 р. — у видавництві «Лілея-НВ» вийшла перша збірка віршів «Світ блукаючих висновків». Автором передмови до збірки виступив письменник Володимир Єшкілєв. Цікаво, що верстку збірки молодого поета робив письменник Юрій Іздрик, а на обкладинці — використано роботу художника Володимира Чернявського.
У 1999 році Короташ упорядковує і видає антологію «Цех поетів», куди увійшла поезія івано-франківських авторів покоління «дев'яностиків».
З початком 2000-х Короташ бере довгу паузу у творчості. Вочевидь йшлося про незадоволення поета своєю дебютної збіркою. Як зазначив Короташ: «Хочу сказати, що сьогодні, дивлячись на свою першу книжку, я нічого, окрім роздратування від там написаного не відчуваю. І якось зовсім стає не тепло від думки, що я відчуватиму, дивлячись, скажімо, років через десять на те, що пишу зараз».
2010 р. — вийшла книга вибраних поезій Короташа «Елегії острова Патмос» (було здійснено понад 30 презентацій містами в усіх регіонах України).
2012 р. — вийшла збірка віршів «Поет без імперії» (впродовж року триває масштабний тур — понад 50 презентацій та виступів в Україні).
2017 р. — вийшла збірка віршів «Бордель для військових».

## Особливості авторського стилю
Критик, літературознавець і викладач української літератури Прикарпатського Національного університету ім. В. Стефаника доцент Євген Баран зазначає:
|  | «Елегії острова Патмос» вивершують цілісну картину поетичного досвіду покоління дев’ятдесятників, оскільки цей метафізичний контекст виправдовує всі етико-естетичні перевитрати української поезії 90-х років минулого століття. І це попри те, що книга датована 2010 роком. |

.
|  | Його поетичні книги – це нуртове врізання в серцевину того світу і намагання не тільки пізнати світ, але й залишитися самим собою, пізнати насамперед себе. Я думаю, що це один з найкращих українських поетів свого покоління. |

.
Поет, лауреат Національної Шевченківської премії з літератури Василь Герасим'юк, який написав передмову до збірки
«Елегії острова Патмос» та був ведучим презентації поета у Києві зазначив:
|  | Якщо сьогодні в Україні існує справді інша література, то це – творчість Олега Короташа. |

Письменник Михайло Рошко:
|  | В поезії Короташа немає пустих і красивих фраз. Кожне слово має глибокий зміст. Він говорить про речі по-своєму, так, як до нього не говорив ніхто. Це видатний поет – це Сковорода XXI століття: чистий, безкорисливий, істинний. |

.
Поет Анвар Деркач:
|  | Короташ ставить собі нереальне завдання: поетичними засобами осягнути той шмат історії, який він проживає разом з країною останні чотири роки. Нереальне, бо на ходу, бо сам цей сюжет досі триває. І мимоволі слухач-глядач згадує слова Григорія Сковороди про необхідність ставити собі нездійсненні цілі, аби досягти високого. |

.
Олег Короташ:
|  | До війни, як будь-якого явища, пов’язаного з діяльністю людської цивілізації, потрібно ставитися іронічно. Війну можна і потрібно інсталювати у мистецтво. Моя крайня книжка «Бордель для військових» є такою спробою. Там нема війни у класичному розумінні. Я розповідаю читачеві світоглядні речі, зокрема тому читачеві, який житиме по завершенні війни. |

.
За мотивами поезії Короташа режисером, заслуженим артистом України, Олексієм Бишем була поставлена вистава у Чернігівському молодіжному театрі.

## Цитати
|  | Війна – це оркестрова яма поезії.. |

|  | Критика вважає мої книжки підсумковими для покоління. З мого боку цей підсумок – те, що мене не цікавить українська література. Мене цікавить внесок українського поета у світову культуру. |

|  | Можливо, нам справді потрібна нова парадигма культури: філософія наївного світу? Та наївність, можливо ніцшеанська дитина, як найвищий рівень особистості, здатний творити нові цінності. У Кьелла Нордстрема – футуролога та професора шведської школи економіки є зріла думка, що у багатополярному світі поєднуючи між собою існуючі системи ми витворюємо систему нового устрою. І це не маячня, малята. В тоталітарному просторі суспільство, яке звикло продавати і купувати, вимагає від поета соціальної виваженості. Але славу, наче стейк, готують з кров’ю. |

## Твори
Поетичні збірки
- «Світ блукаючих висновків» (1997),
- «Елегії острова Патмос» (2010),
- «Поет без імперії» (2012),
- «Бордель для військових» (2017).

Антології
- «Дев'ятдесятники» (1998),
- «Цех поетів» (1999),
- «Z wyobraźnię» (2000, Краків, Польща),
- «Від Карпат до Опілля» (2001),
- «Гранослов» (2001),
- «Щоденник. Re: make» (2011),
- «Анестезія: поети проти болю» (2012),
- «Франківськ, місто янголів» (2013),
- «Квіткова антологія» (2013),
- «Листи з України» (2016).

## Нагороди
У 1996 році став переможцем новоствореного регіонального поетичного конкурсу «З точки зору осені» в Івано-Франківську. Першого і єдиного літературного конкурсу, в якому поет брав участь.
У 2007 році нагороджений Орденом Святого Миколая Чудотворця Православної церкви України.
У 2012 році був висунутий Національною Спілкою письменників України на здобуття міжнародної літературної премії ім. Олеся Ульяненка. Від номінації відмовився.

## Цікаві факти
У 2000-му році, під час проживання у м. Краків (Польща), познайомився з поетом та дипломатом, лауреатом Нобелівської премії з літератури Чеславом Мілошем. Їхнє спілкування отримало відображення у вірші Короташа «Дар».
Відомо про кілька офіційних портретів поета у жанрі живопису. Портрет Короташа роботи Заслуженого художника України Петра Антипа залишився в захопленому терористами м. Горлівка. Інший портрет поета роботи живописця Романа Бончука виставлявся в 2016 році Українському Домі у Києві та Верховній Раді України у рамках мистецького проекту «Квіт нації».
Має на тілі кілька татуювань: масонський символ всевидячого ока в піраміді, ісламський півмісяць із зіркою, а також зображення двох круків — Хугін і Мунін (Думка і Пам'ять) зі скандинавської міфології.